# Monte Campetelle
Il Monte Campetelle è una montagna dei monti Aurunci Antiappennino laziale, alta 1.494,3 m s.l.m., , situata nel territorio del comune di Spigno Saturnia (LT) nel Lazio, all'interno del territorio del parco naturale dei Monti Aurunci.

## Descrizione
Situato ai margini del territorio ovest del Comune di Spigno Saturnia, confina a nord con il Monte Petrella ed a sud con il Monte Sant'Angelo.